# Телевидение в Марокко
Телевидение – одно из главных средств массовой информации Марокко.
По оценкам, в 2011 году наземное (эфирное) телевидение смотрели 20% всех телевизионных домохозяйств. Цифровое наземное телевидение представлено 41 национальным и зарубежным каналом. Национальная вещательная компания SNRT намеревалась завершить переход на цифровое вещание к 2015 году.
В Марокко девять внутренних каналов бесплатного вещания: семь государственных, один частный и один смешанного владения. 2M TV начал свою деятельность в 1989 году как первый частный наземный канал
, однако позже он стал каналом со смешанным владением, поскольку 70% его капитала было куплено государством. Это, безусловно, самый популярный канал в Марокко. Medi 1 TV (ранее Medi 1 Sat) – частный канал, хотя 50% его акций принадлежат компаниям из государственного сектора. Остальные семь каналов принадлежат государству.
beIN SPORTS – это самая популярная группа платного телевидения в Марокко, на которую приходится около 65% местного рынка платного телевидения.

## История
Марокко считается пионером в области телевидения на Ближнем Востоке. В 1950-х годах в французская компания «TELMA» начала работать над построением телевизионной станции в Марокко. «TELMA» увидела в европейском сообществе в Марокко потенциальную аудиторию. В 1951 году разрешение на использование и распространение было передано «TELMA», которая начала передачу только в феврале 1954 года. Эксперимент длился недолго, и станция прекратила вещание вскоре после того, как освещала возвращение короля Мухаммеда V в Марокко 16 ноября 1955. Как сообщалось в интервью с Абдаллой Чакруном, бывшим директором марокканского телевидения, автором книги «Размышления об аудиовизуальных материалах и театре» – отмена имело политические причины, и связаны они были с марокканским националистическим движением, которое в конечном итоге лишило компанию рекламных ресурсов, местные рекламодатели постепенно отозвали свои контракты из-за страха перед возможными репрессиями.
Согласно техническому руководству «World Radio Television Handbook», «TELMA» выпустило стандартные 819 французских линий (Стандарт E), так как его студии в Касабланке обосновались в районе Айн Чок. У него было два передатчика: один в Касабланке на канале F12, другой в Рабате на канале F8 (соединенный по радиосвязи с предыдущим), а в 1955 году планировалось открыть еще два в Фесе и Мекнесе. Основными акционерами, менеджментом и техническим персоналом были в основном французы, особенно Жан Люк из отдела программ, который ранее занимал эту должность на RTF Television. Программы были в основном французского происхождения, с журналами и разновидностями "кинескопов" (записанных на пленку), сериалами и фильмами.
Абделла Чакрун отметил, что в июне 1960 года марокканское правительство купило «TELMA» за символическую сумму в 100 миллионов франков, и что как директор он затем обратился к итальянскому общественному телевидению «RAI» с просьбой помочь ему создать свой собственный общественный канал, который был создан на улице Театра Мохаммеда V в Рабате. Принятый технический стандарт – это 625 «европейских» линий (Стандарт B) с определенными каналами в Марокко (каналы с M4 по M10 в диапазоне III). Как и у «TELMA», у него изначально было только два передатчика: в Рабате (канал M10) и в Касабланке (канал M7).
Марокканский общественный канал начал свою работу в день празднования первого года правления короля Хасана II 3 марта 1962 года. SECAM–IIIB был введен в 1972 году.
Статус TVM (Télévision marocaine) последовательно перешел от режима правоспособности и финансовой автономии к статусу государственного учреждения, а затем к его интеграции в центральную администрацию Министерства связи с дополнительным бюджетом.
Что касается ресурсов, TVM обеспечивает сбалансированность своего бюджета за счет гранта от государства, в дополнение к взносам, индексируемых с учетом энергопотребления домашних хозяйств, избыток доходов Автономной рекламной службы (SAP), а также разные доходы полученных от его услуг.